# Doppio rischio (film 2000)
Doppio rischio (Two Shades of Blue) è un film thriller del 2000 scritto e diretto da James D. Deck.

## Trama
Susan Price è una scrittrice di successo, autrice del best seller The Dark Side of Judith. Jack Reynolds, suo marito nonché suo editore, viene ucciso poco dopo il matrimonio, e lei diventa la principale sospettata dell'omicidio. Per fuggire da ogni accusa Susan cambia identità, andando a lavorare per una compagnia telefonica, assumendo l'identità della protagonista del suo libro. La donna si metterà in contatto con il procuratore distrettuale Beth McDaniels, scoprendo che la magistratura stava indagando su Jack ancora prima della sua morte; finirà quindi coinvolta in un intrigo di inganni e delitti.